# Valentina Sampaio
Valentina Sampaio (Aquiraz, 1996. december 10. –) egy brazil modell és színésznő. A Victoria's Secret első nyíltan transznemű modellje lett 2019 augusztusában  és a Sports Illustrated Swimsuit Issue első nyíltan transznemű modellje lett 2020-ban. 

## Korai évei
Valentina Sampaio egy halászfaluban született Aquirazban, Cearában, Brazília északkeleti részén. Anyja tanár, és apja halász. 
Nyolc éves korában pszichológusa transzneműnek ismerte el, de 12 éves koráig nem kezdték el Valentinának hívni. Számos interjúban elmondta, hogy transzneműsége  miatt nem zaklatják. A 2017-es New York Times-ban megemlítették, hogy szülei "mindig támogattak és nagyon büszkék" rá, és osztálytársai szintén nagyon elfogadják, mert azt mondta: "már kislánynak láttak". 
Sampaio kezdetben Fortaleza városában építészetet tanult, de 16 éves korában távozott, és divatot kezdett el tanulni. Egy sminkművész ott fedezte fel és aláíratott vele egy szerződést a São Paulo modellügynökséggel.

## Karrier
2014-ben  Sampaiót elbocsátották első modellmunkájából transzneműsége miatt. Bár állítólag szerepelnie kellett volna az egyik hirdetési kampányában, a cég - melynek nevét sosem említette- azt mondta neki, hogy a márka konzervatív és ügyfelei nem fogékonyak a transznemű modellek iránt. 
2016 novemberében először sétált végig a São Paulo Fashion Week kifutópályjáján. Nem sokkal ezután a L'Oréal készített egy rövidfilmet a Sampaióról, amelyet a Nemzetközi Nőnap alkalmával adtak ki, majd később a társaság a cég egyik márkájának nagykövetévé tette.  
2017 februárjában a Sampaio nemzetközi figyelmet kapott kapott, miután megjelent a Vogue Paris címlapján, és az első transznemű modell lett a magazin borítóján. Ugyanebben az évben a Vogue Brasil és a Vogue Germany borítóin is megjelent. Ő az első nyíltan transzszexuális nő, aki mindkét magazin borítóján megjelent. Sampaio megjelenései között szerepel a Vanity Fair Italia, az Elle Mexico és a L’Officiel Turkiye. Olyan márkákkal is dolgozott, mint a Dior , a H&M , a Marc Jacobs ,  Moschino , L'Oréal és Philipp Plein.  Szerződést is aláírt a The Lions New York-i modellügynökséggel . 
2019. augusztus 2-án Sampaio Instagramon jelezte a Victoria Secret Secret PINK-kel való kapcsolatát, így ő lett az első nyíltan transznemű Victoria′s Secret modell. Ügynöke megerősítette, hogy a VS PINK felbérelte Sampaiót katalógusfotózásra, melyet valamikor 2019 augusztusában bocsátottak ki. 
2020-ban a Sampaio lett az első transznemű modell, aki megjelent a Sports Illustrated oldalán . 
A transznemű egyenlőség és a tudatosság támogatója; harcolt a transzszexuális emberek megkülönböztetése ellen.

## Filmográfia

### Televízió
| Year | Title                                                             | Character |
| ---- | ----------------------------------------------------------------- | --------- |
| 2017 | A Força do Querer ("Force of Will", English title Edge of Desire) | herself   |

### Film
| Year | Title            | Character |
| ---- | ---------------- | --------- |
| 2017 | Berenice Procura | Isabelle  |